# Inírida
Inírida è un comune della Colombia, capoluogo del dipartimento di Guainía.
Il comune venne istituito il 5 agosto 1974. Il toponimo «Inírida» significa «specchietto di Sole» nella lingua locale dell'etnia Puinave, del Guainía. Secondo la leggenda, la principessa Inírida si sarebbe trasformata nei fiori - molto simili tra di loro - che ancora portano il suo nome (flor de Inírida de invierno: Guacamaya superba e flor de Inírida de verano: Schoenocephalium teretifolium) e crescono solo in quella regione, nota come stella fluviale di Inírida, in prossimità del fiume Inírida e del Guainía. Il fiore stilizzato appare anche nella bandiera del dipartimento.

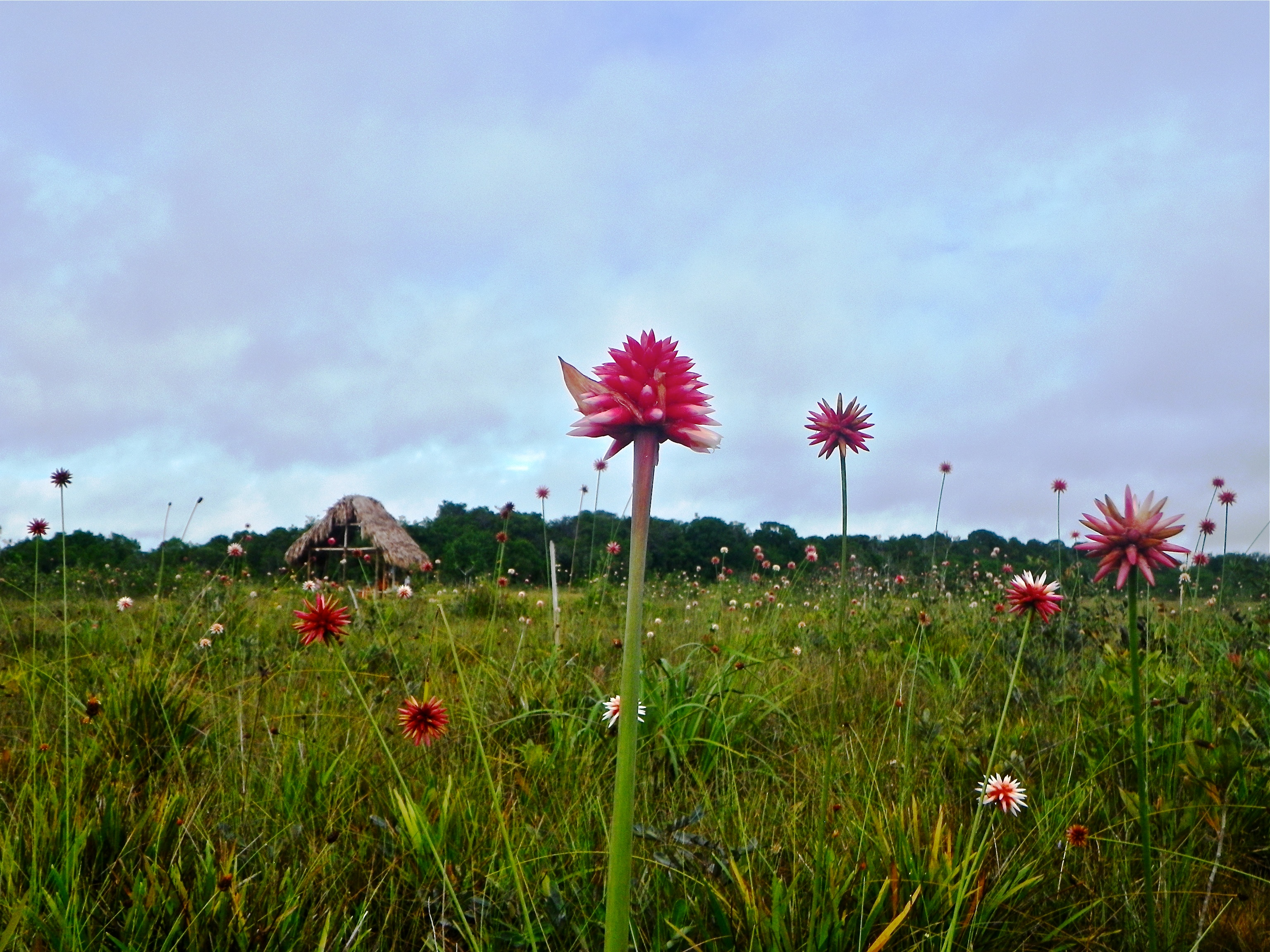
Fiori di Inírida d'inverno (Guacamaya superba) e d'estate (Schoenocephalium teretifolium)

.